# Tsybin R-020
Il Tsybin R-020 Igla (in cirillico Цыбин Р-020 Игла) avrebbe dovuto essere la versione definitiva del ricognitore strategico sovietico ad altissime prestazioni sviluppato da Pavel Vladimirovič Cybin. Si trattava di un velivolo progettato a partire dallo Tsybin RSR, modificato in base alle esperienze condotte sul banco prova volante Tsybin NM-1. Nell'ottobre 1959, il progetto fu trasferito all'OKB Mjasiščev e, dopo la chiusura di quest'ultimo l'anno successivo, a quello di Čelomej. Ne vennero realizzati 5 esemplari, sui quali non furono mai montati i motori. Il programma venne cancellato nell'aprile 1961, e le cinque cellule smantellate.

## Storia

### Sviluppo
In seguito alle valutazioni effettuate con l'NM-1, il progetto relativo all'RSR venne largamente rivisto, e ricevette il nome di R-020. Nei primi mesi del 1959, i disegni relativi ai primi cinque esemplari di pre-serie del velivolo vennero consegnati allo Stabilimento n. 99 di Ulan-Udė.
Tuttavia, in quel periodo, i vertici del Cremlino riponevano grande attenzione allo sviluppo degli ICBM ed alla corsa allo spazio. Entrambi i settori richiedevano elevati finanziamenti, e questo provocava l'abbandono di importanti programmi aeronautici. Inoltre, Cybin aveva dei rivali, sia politici sia commerciali. Il 1º ottobre 1959, il presidente Nikita Chruščëv chiuse l'OKB-256, ed il programma relativo all'RSR venne trasferito all'OKB-23 di Mjasiščev. Nell'ottobre dell'anno dopo, lo stesso Vladimir Mjasiščev venne nominato direttore dello TsAGI, ed il suo OKB venne chiuso. Quindi, il progetto fu trasferito all'OKB-52 di Čelomej. Inizialmente, Čelomej sostenne i lavori degli uomini di Cybin, fino a quando questi non iniziarono ad interferire con i programmi principali del suo OKB. Comunque, nonostante le difficoltà, nell'aprile 1961 erano pronti ben cinque esemplari: si trattava di velivoli sostanzialmente completi, ai quali mancavano solo i motori. Nello stesso mese venne ordinata l'interruzione del programma e la distruzione delle cinque cellule.
Gli uomini che avevano curato il programma RSR, tuttavia, si opposero, sostenendo che i risultati erano stati buoni e che gli aerei erano quasi pronti e prossimi al primo volo. Quindi, per calmare la situazione, si decise di immagazzinare le cinque cellule per eventuali utilizzi futuri. Quattro anni dopo, quando il gruppo di lavoro di Cybin era ormai stato sciolto ed i suoi membri dispersi, si procedette al deifnitivo smantellamento dei velivoli. Vennero salvate solo alcune parti, che furono esposte presso l'Istituto aeronautico di Mosca.

## Descrizione tecnica
L'R-020 era, in sostanza, un RSR rivisto in base alle esperienze condotte con l'NM-1. In pratica, il progetto del 1957 si differenziava dal quello definitivo del 1960 per diversi fattori.
L'intera cellula venne riprogettata, in modo da permettere al velivolo di compiere una completa rotazione sul proprio asse ad altissima quota. Tale misura venne adottata per favorire le manovre di disimpegno nei confronti dei missili terra-aria.
Importanti modifiche subirono le ali, che furono in pratica ridisegnate. Anche la struttura interna venne completamente modificata, montando tra fusoliera e motore otto “costole” rinforzate invece delle precedenti cinque. Modifiche subì anche il bordo alare. In base alle esperienze condotte con l'NM-1, e su raccomandazione dello TsAGI, vennero montate delle piccole superfici esterne ai motori, che in pratica andavano a costituire una specie di continuazione dell'ala. Queste superfici avevano un bordo affilato con profilo trapezoidale. Secondo Cybin, queste estensioni non produssero gli effetti desiderati e vennero rimosse. Tuttavia, esse continuarono a comparire nei disegni del velivolo.
Il piano di coda fu ridisegnato, e la sua superficie ridotta a solo il 65% dell'originale. La coda venne resa più affilata, e l'apertura portata a 3,8 metri. Il generatore elettrico fu sistemato davanti al fulcro, richiedendo lo spostamento ed una riduzione delle dimensioni del serbatoio di carburante numero sei.
La cabina di pilotaggio venne modificata e resa più confortevole per il pilota, con il parabrezza più affilato.
Il carrello di atterraggio fu riprogettato, ed il numero di ruote venne portato a quattro. Le ruote, ognuna delle quali aveva 75 centimetri di diametro e 25 di larghezza, erano sistemate a coppie di due. A differenza dei precedenti modelli, un altro carrello venne montato sotto la cabina di pilotaggio. Come nell'NM-1, erano stati sistemati due pattini retrattili idraulicamente nelle due navicelle che contenevano i motori (uno per navicella), che erano estendibili nel caso in cui una delle navicelle avesse toccato il suolo.
Le navicelle avrebbero dovuto contenere i motori. Secondo il progetto originale, si sarebbe dovuto trattare di due turbogetti Solov'yov D-21, ma questi non furono mai disponibili. Si decise dunque di ripiegare su altrettanti Tumanskij R-11F, in grado di fornire una spinta di 3.940 kgf a secco e di 5.750 kgf con postbruciatore. Tuttavia, i propulsori non furono mai montati.
Altre modifiche riguardarono il vano per la strumentazione da ricognizione (che fu dotato di un fondo piatto con aperture scorrevoli) ed i serbatoi esterni, la cui lunghezza fu quasi dimezzata (da 11,4 a 5,8 metri) ed il diametro incrementato (da 65 a 70 centimetri).